# Coopérite
La coopérite est un minéral de la classe des sulfures. Il a été nommé en l'honneur de R.A. Cooper, le premier à découvrir ce minéral.

## Caractéristiques
La coopérite est chimiquement un sulfure de platine de formule chimique idéale PtS, mais contenant en réalité du palladium et du nickel, soit (Pt, Pd, Ni)S. Elle cristallise dans le système tétragonal sous forme de fragments de cristaux déformés allongés parallèlement à [101] avec {110}, {111} et  {001} ; aussi sous forme de grains irréguliers jusqu'à 1,5 mm. Sa dureté sur l'échelle de Mohs est de 4 à 5.
La coopérite est le dimorphe de la braggite et diffère de celle-ci par une teneur inférieure en impuretés de palladium et de nickel.

## Classification
Selon la classification de Nickel-Strunz, la coopérite appartient à "02.C - Sulfures métalliques, M:S = 1:1 (et similaires), avec Ni, Fe, Co, PGE, etc." avec les minéraux suivants : achavalite, breithauptite, fréboldite, kotulskite, langisite, nickéline, sederholmite, sobolevskite, stumpflite, sudburyite, jaipurite, zlatogorite, pyrrhotite, smithite, troïlite, chérépanovite, modderite, ruthénarsénite, westerveldite, millérite, mäkinenite, mackinawite, hexatestibiopanickélite, vavřínite, braggite et vysotskite.

## Formation et gisements
La coopérite est un minerai important de platine que l'on trouve dans les roches ultramafiques, gabbros, dunites et chromitites (en), généralement en couches ; on la trouve également en gisements massifs de chalcopyrite-pyrrhotite et en placers alluvionnaires. Des gisements ont été trouvés en Australie, au Brésil, en Bulgarie, au Canada, en Colombie, en Équateur, aux États-Unis en Finlande, en Grèce, au Japon, à Madagascar, en Mongolie, en Nouvelle-Calédonie, en Nouvelle-Zélande, en Norvège, en Russie, en Sierra Leone, en Afrique du Sud, au Royaume-Uni, en Chine et au Zimbabwe.
Elle est généralement associée à d'autres minéraux tels que : braggite, vysotskite, sperrylite, monchéite, platarsite, laurite, malanite, hollingsworthite, platine natif, alliages de Pt-Fe et de nombreuses autres espèces minérales avec des éléments du groupe du platine, chalcopyrite, bornite, cubanite, pentlandite, pyrrhotite, pyrite et chromite.